# Luis Herrera
Luis Albert „Lucho“ Herrera (* 4. května 1961 Fusagasugá) je bývalý kolumbijský silniční cyklista. Čtyřikrát vyhrál závod Clásico RCN (1982, 1983, 1984, 1986) a čtyřikrát Vuelta a Colombia (1984, 1985, 1986, 1988), na Tour de l'Avenir v roce 1982 vyhrál etapu a skončil na čtvrtém místě celkového pořadí. V roce 1984 se díky vítězství v horské etapě do Alpe d'Huez stal prvním amatérským jezdcem v historii, který vyhrál etapu na Tour de France. Od roku 1985 jezdil profesionálně za stáj Café de Colombia. Vyhrál vrchařskou soutěž na všech třech Grand Tours: Tour de France 1985 a 1987, Giro d'Italia 1989 a Vuelta a España 1987 a 1991. V roce 1987 se stal jako první Jihoameričan v historii celkovým vítězem Vuelty, v letech 1988 a 1991 vyhrál Critérium du Dauphiné a v roce 1992 Kolem Aragonska.
V březnu 2000 byl unesen bojovníky FARC, po 24 hodinách byl propuštěn. V roce 2011 mu byla diagnostikována rakovina kůže, kterou Herrera přičítá mnoha závodům absolvovaným na prudkém slunci. Podle jeho slov byla operace úspěšná, stále je však pod lékařským dohledem.